# Плавання на літніх Олімпійських іграх 2024 — змішана естафета 4x100 метрів комплексом
Змагання з плавання в змішаній естафеті 4x100 метрів комплексом на літніх Олімпійських іграх 2024 відбудуться 2 серпня на Арені Дефанс.

## Рекорди
Перед цими змаганнями чинні світовий та олімпійський рекорди були такі:
| Світовий рекорд     | Велика Британія (GBR) - Кетлін Доусон (58.80) - Адам Піті (56.78) - Джеймс Ґай (50.00) - Анна Гопкін (52.00) | 3:37.58 | Токіо (Японія) | 31 липня 2021 |
| Олімпійський рекорд | Велика Британія (GBR) - Кетлін Доусон (58.80) - Адам Піті (56.78) - Джеймс Ґай (50.00) - Анна Гопкін (52.00) | 3:37.58 | Токіо (Японія) | 31 липня 2021 |

## Формат змагань
Змагання складаються з двох раундів: попередні запливи та фінал. Команди, що показали 8 найкращих результатів у попередніх запливах, виходять до фіналу. У тому разі, коли на останнє місце потрапляння до фіналу претендують дві чи більше команди з однаковим часом, передбачено перепливання.

## Розклад
Вказано центральноєвропейський час (UTC+1)
| Дата          | Час   | Раунд             |
| ------------- | ----- | ----------------- |
| 2 серпня 2024 | 10:00 | Попередні запливи |
| 2 серпня 2024 | 20:30 | Фінал             |

## Результати

### Попередні запливи
| Місце | Заплив | Доріжка | Плавці | Час     | Нотатки |
| ----- | ------ | ------- | --- | ------- | ------- |
| 1     | 2      | 5       | США (USA) Реган Сміт (57.87) Чарлі Свонсон (59.65) Кайлеб Дрессел (50.10) Еббі Вейтцейл (53.36)                          | 3:40.98 | Q       |
| 2     | 1      | 4       | Австралія (AUS) Іона Андерсон (58.81) Зак Стабблеті-Кук (59.68) Емма Маккеон (55.86) Кайл Чалмерс (47.07)                | 3:41.42 | Q       |
| 3     | 2      | 4       | Китай (CHN) Сюй Цзяюй (53.16) Тан Цяньтін (1:05.44) Чжан Юйфей (56.59) Пань Чжаньле (47.07)                              | 3:42.26 | Q       |
| 4     | 1      | 5       | Нідерланди (NED) Кай ван Вестерінґ (54.25) Каспар Корбо (59.28) Тесса Ґіеле (57.81) Марріт Стінберген (52.26)            | 3:43.60 | Q       |
| 5     | 2      | 3       | Велика Британія (GBR) Кетлін Доусон (1:00.18) Джеймс Вілбі (59.35) Джо Літчфілд (51.37) Анна Гопкін (52.83)              | 3:43.73 | Q       |
| 6     | 1      | 3       | Канада (CAN) Блейк Тірні (53.81) Apollo Hess (1:00.46) Меґґі Мак-Ніл (56.14) Тейлор Рак (53.46)                          | 3:43.87 | Q       |
| 7     | 2      | 7       | Франція (FRA) Йоанн Ндує-Бруар (52.48) Антуан Вікера (59.91) Lilou Ressencourt (58.55) Марі Ваттель (53.05)              | 3:43.99 | Q, NR   |
| 8     | 2      | 6       | Японія (JPN) Ріку Мацуяма (54.83) Таку Таніґучі (59.69) Мідзукі Хіраї (56.52) Ікее Рікако (53.21)                        | 3:44.25 | Q       |
| 9     | 1      | 6       | Німеччина (GER) Оле Брауншвайґ (54.05) Мелвін Імуду (59.33) Анґеліна Келер (56.60) Nina Holt (54.77)                     | 3:44.75 |         |
| 10    | 2      | 8       | Ізраїль (ISR) Анастасія Горбенко (59.91) Рон Полонський (59.56) Гал Коен Грумі (50.84) Андреа Мурез (55.02)              | 3:45.33 |         |
| 11    | 1      | 7       | Італія (ITA) Мікеле Ламберті (54.42) Ніколо Мартіненьї (59.02) Костанца Кокконеллі (58.47) Софія Моріні (53.89)          | 3:45.80 |         |
| 12    | 2      | 2       | Швеція (SWE) Ганна Росвалл (1:00.17) Ерік Перссон (59.95) Сара Юневік (57.22) Robin Hanson (48.81)                       | 3:46.15 |         |
| 13    | 2      | 1       | Греція (GRE) Апостолос Хрістоу (52.83) Evangelos Nthoumas (1:00.34) Анна Нтунтунакі (57.85) Теодора Драку (55.38)        | 3:46.40 |         |
| 14    | 1      | 2       | Польща (POL) Кацпер Стоковський (54.10) Домініка Штандера (1:07.92) Adrian Jaskiewicz (51.87) Корнелія Ф'єдкевич (54.30) | 3:48.19 |         |
| 15    | 1      | 1       | Південна Корея (KOR) Лі Ин Чі (1:01.56) Choi Dong-yeol (59.99) Kim Ji-hun (52.70) Hur Yeon-kyung (54.53)                 | 3:48.78 |         |
| 16    | 1      | 8       | Бразилія (BRA) Гільєрме Бассето (54.32) Габріелле Ронкатто (1:16.74) Nicolas Santos (52.27) Стефані Балдуччіні (53.94)   | 3:57.27 |         |

### Фінал
| Місце | Доріжка | Команда | Час     | Нотатки |
| ----- | ------- | --- | ------- | ------- |
| 1     | 4       | США (USA) Раян Мерфі (52.08) Нік Фінк (58.29) Ґретхен Волш (55.18) Торрі Гаск (51.88)                        | 3:37.43 | WR      |
| 2     | 3       | Китай (CHN) Сюй Цзяюй (52.13) Цінь Хайян (57.82) Чжан Юйфей (55.64) Ян Цзюньсюань (51.96)                    | 3:37.55 | AS      |
| 3     | 5       | Австралія (AUS) Кейлі Маккіон (57.90) Джошуа Йонґ (58.43) Метью Темпл (50.42) Моллі О'Каллаган (52.01)       | 3:38.76 | OC      |
| 4     | 1       | Франція (FRA) Йоанн Ндує-Бруар (52.80) Леон Маршан (58.66) Марі Ваттель (56.44) Beryl Gastaldello (53.06)    | 3:40.96 | NR      |
| 5     | 7       | Канада (CAN) Кайлі Масс (58.67) Фінлай Нокс (59.64) Josh Liendo (50.08) Меґґі Мак-Ніл (53.02)                | 3:41.41 |         |
| 6     | 6       | Нідерланди (NED) Кіра Туссен (1:00.50) Каспар Корбо (59.04) Нілс Корстаньє (51.19) Марріт Стінберген (52.39) | 3:43.12 |         |
| 7     | 2       | Велика Британія (GBR) Кетлін Доусон (1:00.68) Джеймс Вілбі (59.00) Данкан Скотт (51.61) Анна Гопкін (53.02)  | 3:44.31 |         |
| 8     | 8       | Японія (JPN) Іріє Рьосуке (55.00) Кітаджіма Косуке (1:00.48) Мідзукі Хіраї (56.46) Ікее Рікако (53.23)       | 3:45.17 |         |